# DECtape

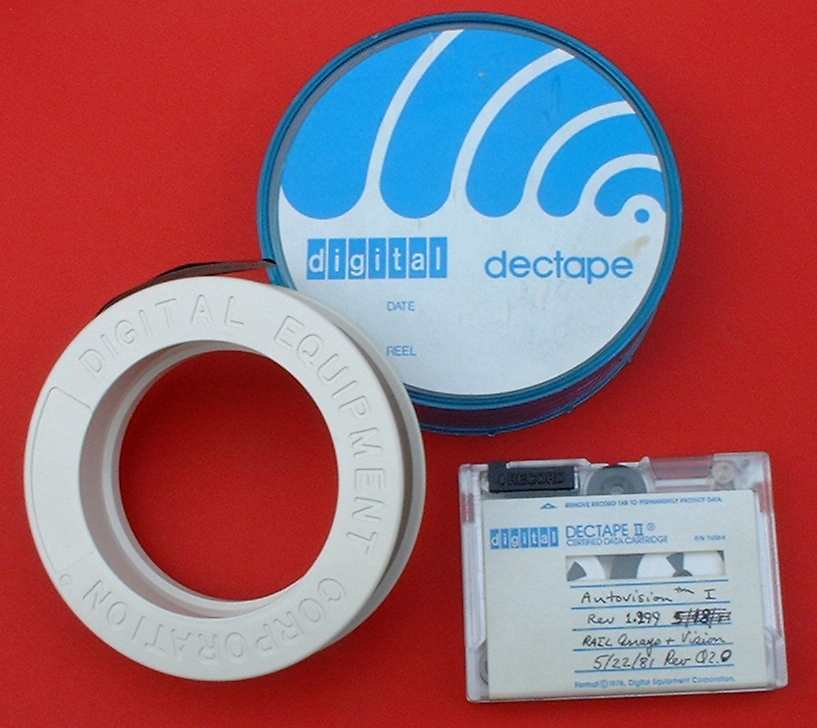
Cintes DECtape e DECtape II.

Introduïdes el 1964, els DECtapes eren cintes magnètiques direccionables i barates, utilitzades amb l'equips DEC en els anys 60 i 70. També va existir un suport en els VAX per raons de compatibilitat. Aquestes cintes, d'una amplada de 3/4 de polzada, eren contingudes en petites bobines i organitzades en blocs, podent ser llegits o escrits individualment, contràriament a les cintes magnètiques dels ordinadors centrals. La seva capacitat era en contrapartida ben més feble: 184 K paraules de 12 bits o 144 K paraules de 18 bits. Les mides dels blocs van ser de 120 paraules de 12 bits o de 256 paraules de 18 bits. Ben més fàcils per a la lectura de dades i programes que la cinta perforada dels teletips, des del punt de vista de la programació informàtica, els DECTapes podrien utilitzar-se també com unitats de disc molt lents.